# Зилгара Байтокаулы
Зилгара Байтокаулы, Зилгара-шешен, настоящее имя Желкара (1767—1849, (1761—1856) конец 18 в., район Кокшетау — конец 19 века, на берегу озера Алуа, ныне Есильский район Северо-Казахстанской области) — казахский би.

## Происхождение
Происходит из подрода Аңдағұл рода Атыгай племени Аргын.

## Карьера
В 1822—1824 годы возглавлял Андагуль-Ырсайскую волость. В 1824 году, когда открылся Кокчетавский округ и его старшим султаном (ага-султаном) стал потомок Абылай-хана Губайдолла Уалиулы, 3илгара был избран казначеем округа. После отказа Губайдолла-султана от должности старшего султана 3илгара утвердили на его место. В течение 30 лет (1824—1854) он, чередуясь с Токтамыс-бием, являлся старшим султаном и осуществлял управление округом.
В начале 1852 года был пожалован в дворянство  по чину подполковника, а также награжден золотой медалью.